# Liste von Persönlichkeiten der Stadt Gunzenhausen
Die Liste der Persönlichkeiten der Stadt Gunzenhausen enthält in Gunzenhausen geborene Persönlichkeiten sowie solche, die zu der Stadt einen Bezug haben, weil sie hier beispielsweise ihren (Haupt-)Wirkungskreis hatten, ohne selbst dort geboren zu sein. Alle Abschnitte sind jeweils chronologisch nach dem Geburtsjahr sortiert. Die Liste erhebt keinen Anspruch auf Vollständigkeit.

## Söhne und Töchter der Stadt

Simon Marius
(1573–1624)

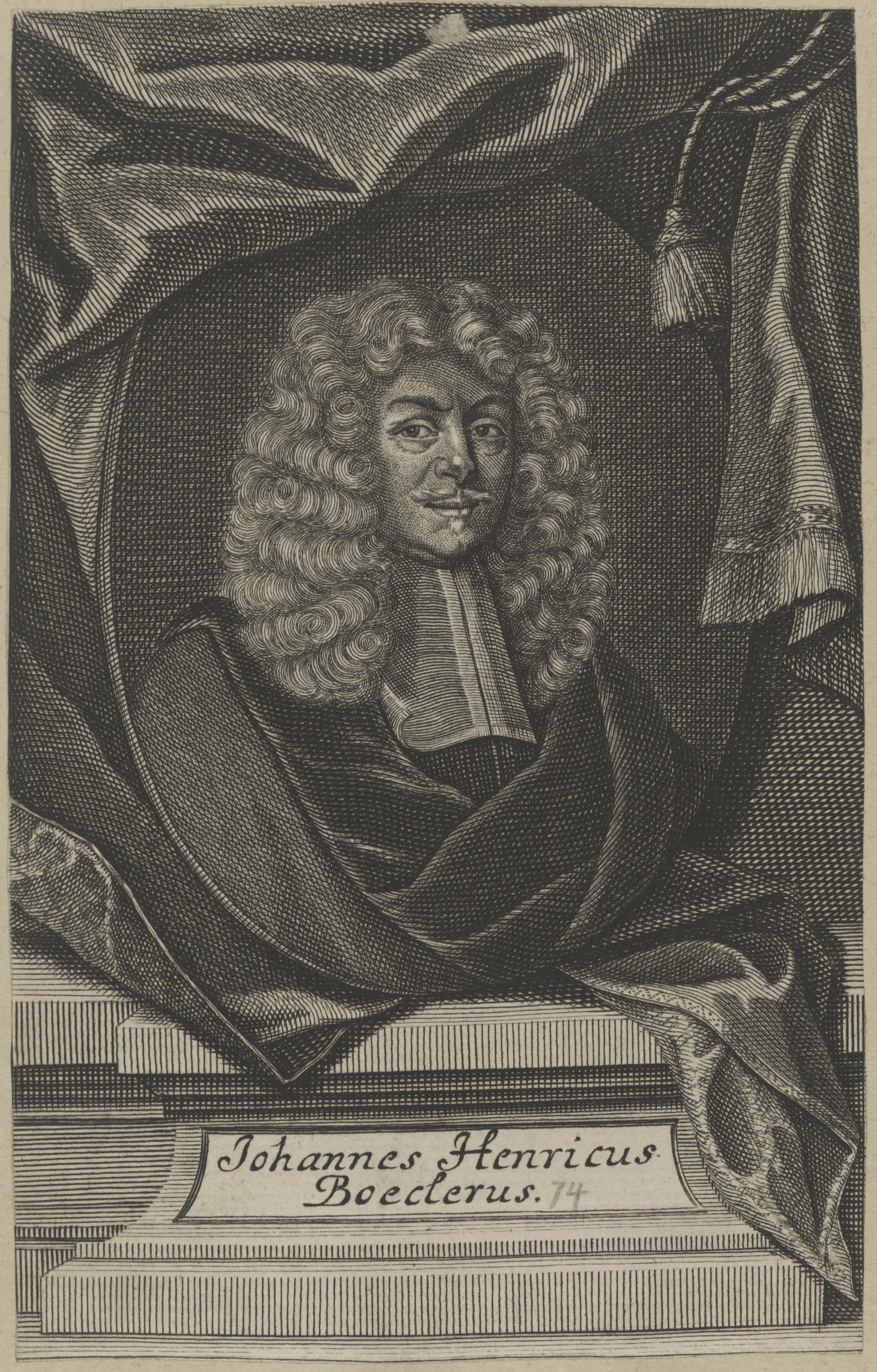
Johann Heinrich Boeckler
(1611–1672)

### Bis 1900
- Johann Agricola (um 1496 – 1570), Mediziner
- Andreas Osiander (1496–1552), Theologe und Reformator
- Adam Neuser (um 1530–1576), Theologe
- Simon Marius (1573–1625), Astronom
- Andreas Goldmayer (1601–1665), Astronom
- Johann Heinrich Boeckler (1611–1672), deutscher Polyhistor, geboren in Cronheim
- Georg Andreas Böckler  (um 1617 – 1687), deutscher Architekt, Erfinder und Autor, geboren in Cronheim
- Carl Friedrich von Zocha (1683–1749), Minister des Markgraftums Brandenburg-Ansbach.
- Johann Georg Gesner (1729–1779), Pädagoge und Bibliothekar
- Friedrich August Valentin Voit von Salzburg (1734–1798), Generalmajor, geboren in Wald
- Johann Christoph Zenker (1738–1799), Dichter, Theologe
- Johann Jakob Norbert Grund (1755–1814), Maler, Schriftsteller und Musiker
- Johann Christoph Carl Gebhard (1797–1882), Verwaltungsjurist und Politiker
- Gustav Hohbach (1803–1850), Dichter und Jurist
- Friedrich Mayer (1804–1857), Historiker
- Moses Wassermann (1811–1892), Rabbiner (nach anderen Angaben in Ansbach geboren)
- Aaron Bär Grünbaum (1812–1893), Rabbiner und Autor
- Ferdinand Regelsberger (1831–1911), Zivilrechtler
- August Richter (1831–1907), deutschamerikanischer Immobilienmakler und Politiker
- Friedrich Killinger (1848–1923), Offizier
- Ludwig von Ammon (1850–1922), Geologe und Paläontologe
- Leonhard Blum (1857–1933), Architekt und Maler
- Hermann Bezzel (1861–1917), Rektor der Diakonissenanstalt Neuendettelsau, geboren in Wald
- Georg Kleemann (1863–1932), geboren in Oberwurmbach, Schmuckdesigner, Maler und Professor
- Friedrich Walz (1874–1952), bayerischer Politiker
- Xaver Mayer (1881–1942), Maschinenbauingenieur, Manager der Energiewirtschaft und Kommunalpolitiker
- Ferdinand Karl Holzinger (1881–1938), Schriftsteller
- Sigmund Knoch (1881–1945), Verwaltungsjurist
- Wilhelm Stählin (1883–1975), lutherischer Theologe und Bischof
- Fritz Linnert (1885–1949), Politiker (FDP)
- Ernst Martin, Pseudonym von Emil Johannes Meyer (1885–1949), Schriftsteller über historische Rechen- und Schreibmaschinen, geboren in Frickenfelden
- Max Bach (1885–1967), Gewerkschafter
- Karl Minnameyer (1891–1973), Politiker (NSDAP) und SA-Führer
- Otto Willi Gail (1896–1956), Wissenschaftsjournalist und Schriftsteller

### Ab 1901
- Ludwig Eberlein (1902–1979), Journalist
- Ludwig Weninger (1904–1945), Maler
- Wilhelm Deinhardt (1904–1938), Kirchenhistoriker, Hochschullehrer, Theologe
- Hermann Wenninger (1907–1986), Regisseur
- Hans Strohm (1908–1998), Klassischer Philologe
- Feodor Theilheimer (1909–2000), Mathematiker
- Karl Richard Ganzer (1909–1943), antisemitischer Historiker zur NS-Zeit
- Willi Heyn (1910–1977), Hindernisläufer
- Heinrich Link (1912–nach 1948), Jurist
- Karl Rettlinger (1913–1990), Sturmbannführer der SS
- Paulus Heinz (1914–1995), Abt des Klosters Plankstetten
- Karl Eiden (1917–1987), Leutnant der Wehrmacht
- Ernst Lechner (1925–2013), Kommunalpolitiker (CSU), geboren in Nordstetten
- Siegfried Haussühl (1927–2014), Mineraloge und Kristallograph
- Gerhart Hunger (1930–2012), Wirtschaftsprüfer und Politiker
- Hermann Weiß (1932–2015), Historiker und Autor
- Edgar M. Böhlke (* 1940),  Schauspieler und Hochschulprofessor für darstellende Künste
- Thomas Jean Lehner (* 1944), Journalist
- Ursula Koch (* 1944), Schriftstellerin
- Henryk Józef Nowacki (* 1946), römisch-katholischer Erzbischof und vatikanischer Diplomat
- Günter Heimbeck (* 1946), Mathematiker
- Gerhard Friedrich (* 1948), Politiker (CSU)
- Maximilian Kerner (1949–2005), Mundart-Lyriker und -Liedermacher
- Christa Milke (1950–2024), Autorin und Künstlerin
- Thomas Medicus (* 1953), Schriftsteller
- Christa Naaß (* 1955), Politikerin
- Nikolaus von Bomhard (* 1956), Manager
- Martina Borger (* 1956), Schriftstellerin
- Katharina Döbler (* 1957), Autorin und Journalistin
- Susanne Betz (* 1959), Journalistin und Autorin
- Ute Wassermann (* 1960), Vokalistin
- Georg Seiderer (* 1961), Historiker
- Veit Neumann (* 1969), Theologe und Hochschullehrer
- Timo Leibig (* 1985), Schriftsteller
- Angela Metzger (* 1986), Konzertorganistin
- Melissa C. Hill (* 1990), Autorin
- Anja Mäderer (* 1991), Autorin
- Johannes Müller (* 1992), Politiker, Mitglied der Hamburgischen Bürgerschaft
- Amelie-Sophie Lederer (* 1994), Leichtathletin

Geburtsjahr unbekannt:
- Andrea Müller, Moderatorin
- Evelyn Annuß, Theater- und Literaturwissenschaftler

## In Gunzenhausen wirkend

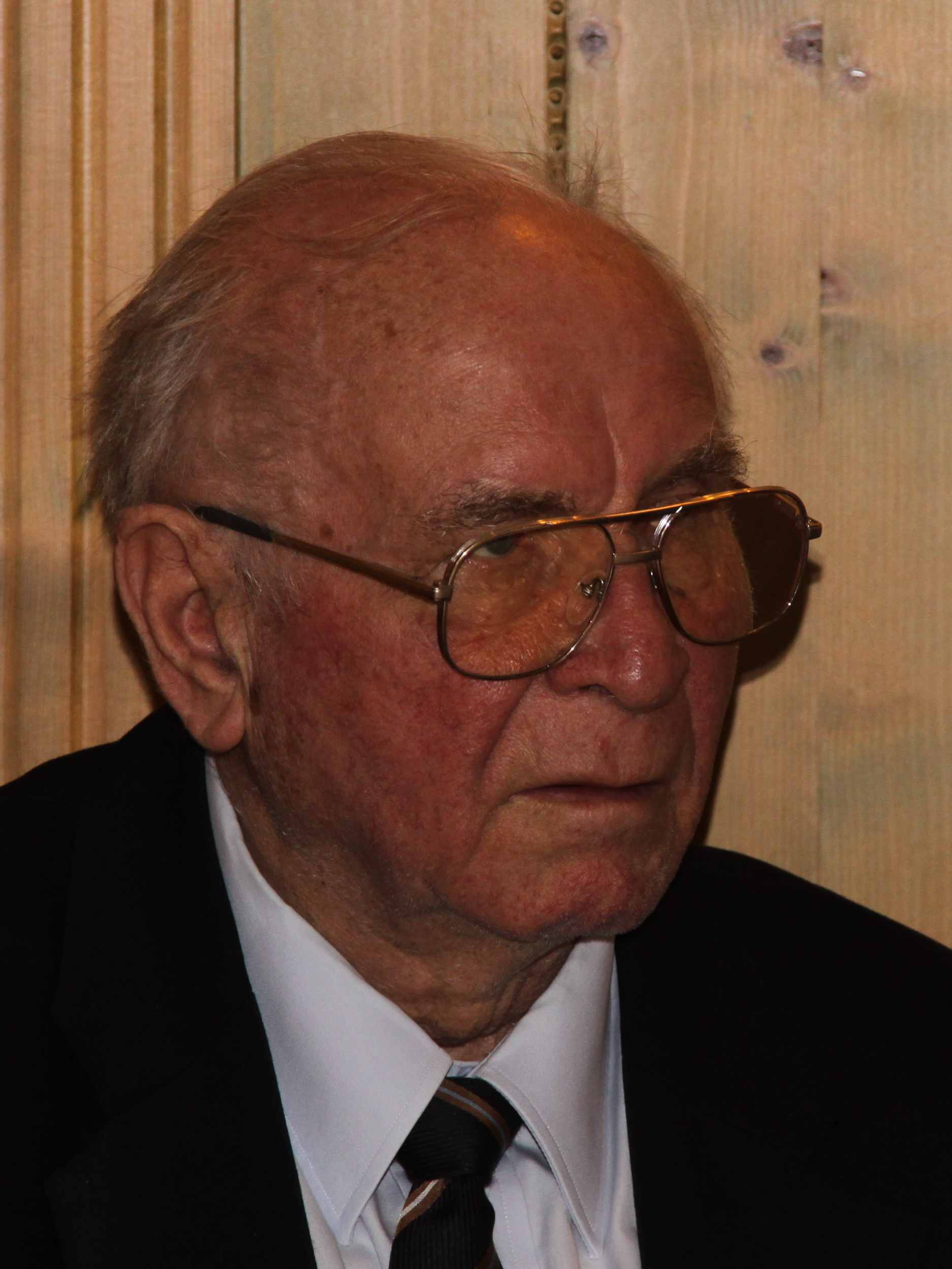
Ernst Lechner
(1925–2013)

- Eppelein von Gailingen (1320–1381), weilte in seinem Gut in Wald
- Karl Wilhelm Friedrich (1712–1757), Markgraf von Ansbach
- Friedrich August Valentin Voit von Salzburg (1734–1798), königlich preußischer Offizier
- Heinrich Stephani (1761–1850), Theologe und Pädagoge; Dekan in Gunzenhausen
- August Bomhard (1787–1869), ab 1815 Pfarrer in Laubenzedel
- Adolf von Stählin (1823–1897), ab 1849 Vikar in Aha
- Ludwig Keller (1839–1911), Jurist und Politiker
- Ignaz Bing (1840–1918), deutscher Industrieller, Geheimer Kommerzienrat und Höhlenforscher
- Heinrich Eidam (1849–1934), Obermedizinalrat und Limesforscher
- Adeline Elisabeth Rohn (1868–1945), Schriftstellerin, Rohn lebte ab 1913 in Gunzenhausen und verfasste viele ihrer Werke in der Stadt, die immer wieder auch einen lokalen Bezug aufweisen, „Elisabeth-Rohn-Straße“
- Oskar Bezzel (1870–1941), bayerischer Offizier und Historiker
- Wilhelm Funk (1870–1947), Musiker
- Georg Bachmann (1885–1971), Landwirt und Politiker
- Heinrich Marzell (1885–1970), Botaniker, war Lehrer in Gunzenhausen
- Johann Appler (1892–1978), Reichstagsabgeordneter; Bürgermeister von Gunzenhausen in der Zeit des Nationalsozialismus
- Friedrich Candidus (1904–1986), Lehrer in Laubenzedel
- J. D. Salinger (1919–2010), US-amerikanischer Schriftsteller; war nach dem Zweiten Weltkrieg als Mitarbeiter des US-Nachrichtendienstes in Gunzenhausen eingesetzt[1]
- Ernst Lechner (1925–2013), ehemaliger Landtagsabgeordneter und Vizepräsident des Bayerischen Landtages
- Rudolf Bachmann (1925–1998), deutscher Politiker
- Josef Wohlmuth (* 1938), Theologe, war Kaplan in Gunzenhausen
- Ingo Friedrich (* 1942), Vizepräsident des Europäischen Parlaments; lebt in Gunzenhausen
- Johann Schrenk (* 1948), Schriftsteller und Buchhändler
- Hans-Georg von der Marwitz (* 1961), Politiker